# 1899 Кроммелін
1899 Кроммелін (1899 Crommelin) — астероїд головного поясу, відкритий 26 жовтня 1971 року чехословацьким астрономом Любошем Когоутеком. Названий на честь англійського астронома Ендрю Клода де ля Шеруа Кроммеліна.
Тіссеранів параметр щодо Юпітера — 3,599.